# Изумо (броненосен крайцер, 1899)
Изумо (на японски: 出雲) е броненосен крайцер, от едноименната серия крайцери, построени за Японския Императорски флот. Проекта са последните кораби построени по програмата от 1896 г. (т.н. „Програма шест-шест“). Участва в Руско-японската война, Първата и Втората световна война. Името на кораба идва от Изумо – стара японска провинция, днес част от префектура Шимане на остров Хоншу.
Проекта е разработен от сър Филип Уотс и представлява усъвършенствана версия на типа „Асама“ с водотръбни котли вместо огнетръбни и круповска броня вместо броня тип Харви. Заложен е през май 1898 г.
По време на Руско-японската е флагмански кораб на вицеадмирала Камимура Хиконожо.

## История на службата
- 1 (14) август 1904 – Участва в боя в Корейския пролив с Владивостокския отряд крайцери, получава 20 попадения (2 убити, 17 ранени).
- 26 май 1905 – Участва в Цушимското сражение. Получава 12 попадения, от тях 9 тежки и средни снаряди (убити 3 и ранени 27 души).
- 22 май 1909 – Отплава от Сасебо под командването на капитан Такешита Исама за участие в тържествата по случай 140 години от основаването на Сан Франциско. Посещава Хавай, Монтерей, Санта Барбара и Сан Диего.
- По време на Първата световна война е флагмански кораб на 2-ра ескадра със специално предназначение, участва в ескорт на конвои в Средиземно море.
- Приписан е към учебния отряд, базиран в Йокосука.
- 1 септември 1921 – Преквалифициран на кораб на бреговата отбрана I клас.
- 30 май 1931 – Преквалифициран на кораб на бреговата отбрана.
- 1932 – 1942 – Флагман на 3-ти флот, действащ в Китай.
- 1934 – Кораба е снабден с хидросамолет.
- 1937 – Отразява атака на китайски торпедни катери по време на Японо-Китайската война.
- 8 декември 1941 г. в Шанхай принуждава да се предаде американската канонерска лодка „Уэйк“ и потопява английската канонерска лодка „Петерел“.
- 1 юли 1942 – Въоръжава се със зенитна артилерия, преквалифициран на крайцер I клас, използва се като учебен кораб.
- 28 юли 1945 – Потопен от американската авиация при нападението над Куре: преобръща се от разривите на три бомби паднали близо до борда.
- 20 ноември 1945 – Изключен от списъците на флота.
- През 1947 – Изваден и предаден за скрап в Харима.

## Командири на кораба
- капитан 1-ви ранг Мису Сотаро (на японски: 三須宗太郎?) – с 3 декември 1898 г. по 29 септември 1899 г.[1].
- капитан 1-ви ранг Иноуе Тошио (на японски: 井上敏夫 (海軍軍人)?) – с 29 септември 1899 г. по 8 декември 1900 г.[1].
- капитан 1-ви ранг Мияока Наоки (на японски: 宮岡 直記) – от 12 март 1902 г. до 26 септември 1903 г.[2].
- капитан 1-ви ранг Иджити Суетака (на японски: 伊地知季珍?) – от 26 септември 1903 г. до 12 декември 1905 г.[3].
- капитан 1-ви ранг Сайто Коши (Saito, Koshi) – от 2 ноември 1905 г. до 7 април 1906 г.[3].
- капитан 1-ви ранг Като Садакити (на японски: 加藤定吉?) – от 12 декември 1905 г. до 2 февруари 1906 г.[4].
- капитан 1-ви ранг Нава Матахатиро (на японски: 名和又八郎?) – от 2 февруари до 12 октомври 1906 г.[4].
- капитан 1-ви ранг Окумия Мамору (на японски: 奥宮 衛) – от 12 октомври 1906 г. до 5 август 1907 г.[4].
- капитан 1-ви ранг Камая Тадамити (на японски: 釜屋忠道?) – от 5 август 1907 г. до 20 февруари 1908 г.[5].
- капитан 1-ви ранг Яджима Джункити (на японски: 矢島 純吉) – от 20 февруари 1908 г. до 15 септември 1908 г.[6].
- капитан 1-ви ранг Саяма Тойонари (на японски: 茶山 豊也) – от 15 септември 1908 г. до 1 октомври 1909 г.[6].
- капитан 1-ви ранг Акияма Санеюки – от 10 април до 1 декември 1910 г.
- капитан 1-ви ранг Морияма Кейджабуро (на японски: 森山慶三郎?) – от 12 ноември 1913 г. до 19 ноември 1914 г.
- капитан 1-ви ранг Хара Канджиро (на японски: 原敢二郎?) – от 15 април 1922 г. до 1 март 1923 г.
- капитан 1-ви ранг Сигеока Нобуджиро (на японски: 重岡信治郎?) – от 20 ноември 1923 г. до 1 декември 1925 г.
- капитан 1-ви ранг Иноуе Цугумацу (на японски: 井上継松?) – от 1 декември 1925 г. до 1 февруари 1927 г.
- капитан 1-ви ранг Камада Митиаки – от 16 ноември 1936 г. до 1 декември 1937 г.
- капитан 1-ви ранг Ока Арата (на японски: 岡新?) – от 1 декември 1937 г. до 1 септември 1938 г.

## В литературата
Крайцерът „Изумо“ присъства в научнофантастическия роман на Григорий Адамов „Тайната на двата океана“ от 1938 година, макар описанието на кораба абсолютно да не съответства на оригинала.
Крайцерът „Изумо“ присъства в роман на Валентин Пикул „Трите възрасти на О'Кини сан“.